# Romanzoffia
Romanzoffia es un género de plantas con flores perteneciente a la familia Boraginaceae. Comprende 14 especies que son nativas del oeste de América del Norte desde California al norte de Alaska. Pueden ser hierbas anuales o perennes irregulares y bajas a los pequeños arbustos, dependiendo de la especie. Llevan atractivas flores blancas en forma de campana que los hacen deseables como plantas ornamentales en los climas apropiados.

## Taxonomía
El género fue descrito por Adelbert von Chamisso y publicado en Horae Physicae Berolinenses 71–72, pl. 14. 1820. La especie tipo es: Romanzoffia unalaschcensis Cham. 	

## Especies seleccionadas
- Romanzoffia altera
- Romanzoffia californica
- Romanzoffia glauca
- Romanzoffia liebergeii